# Zatvor u Mostaru
Zgrada zatvora u Mostaru (Kazneno popravnog zavoda poluotvorenog tipa) je s kraja 19. stoljeća. Svoj vanjski izgled je u osnovi sačuvala do danas. Desetljećima je nosila prepoznatljivo ime "Ćelovina".

## Austro-Ugarska
Izgradnja je počela polovicom 1891. godine usporedno s gradnjom zgrade Okružnog suda, koja se gradila u neposrednoj blizini. U zgradi okružnog suda je i danas Županijski sud. Dotad su u Mostaru okružni sud i zatvor bili na Konaku. Koncem 1892. obje su ustanove preselile s Konaka u te novoizgrađene objekte. Zgradu zatvora projektirao je moravski inženjer Maximilian David.
Novoizgrađenu zatvorsku zgradu opasavale su visoke zidine koje onemogućavaju pogled na vanjski svijet. Visoke zidine su i danas. Godine 1922. zgrada zatvora je dobila električnu rasvjetu zamijenivši dotadašnje fenjere.

## Samostalna BiH
U razdoblju rata u BiH, zatvorska zgrada je sve do 1995. bila na prvoj crti bojišnice. Pretrpila je brojna oštećenja, zbog čega je morala biti obnovljena. Godine 1995. ponovo je stavljena u uporabu. Danas je kazneno-popravni zavod poluotvorenog tipa. Zgrada je poboljšavana od 2001. godine do danas. Obnovljena su vodena čvorišta, spavaonica, dnevni boravci za osuđenike, adaptirana i nadograđena upravna zgrada, prošireni smještajni kapaciteti za osuđenike te tehnička poboljšanja poput videonadzora. Adaptirane su prostorije za šport i rekreaciju, vjerske obrede (katoličke, pravoslavne, islamske), zdravstvenu zaštitu osuđenika, kino-dvorane. Unutar zgrade je gospodarska jedinica "Radobolja". U gospodarskoj jedinici osuđenici se bave povrtlarstvom, svinjogojstvom, peradarstvom. Za potrebe gospodarske jedinice sagrađeni su novi objekti kao plastenici, prostorije za svinje i kokoši nesilice.